# Drymonia intermedia
Drymonia intermedia är en fjärilsart som beskrevs av Karl Schawerda 1916. Drymonia intermedia ingår i släktet Drymonia och familjen tandspinnare. Inga underarter finns listade i Catalogue of Life.